# Aseraggodes melanostictus
Espèce
La sole à points noirs (Aseraggodes melanostictus) est une espèce de poissons plats de la famille des Soleidae.

## Distribution
Cette espèce se rencontre dans le Pacifique ouest et à l'est de l'océan Indien.

## Publication originale
- Peters, 1877 : Übersicht der während der von 1874 bis 1876 unter der Commando des Hrn. Capitän z. S. Freiherrn von Schleinitz ausgeführten Reise S. M. S. Gazelle gesammelten und von der Kaiserlichen Admiralität der Königlichen Akademie der Wissenschaften übersandten Fische. Monatsberichte der Akademie der Wissenschaft zu Berlin, vol. 1876, p. 831-854.